# Archilestes exoletus
Archilestes exoletus – gatunek ważki z rodziny pałątkowatych (Lestidae). Występuje na terenie Ameryki Południowej.